# Brancard

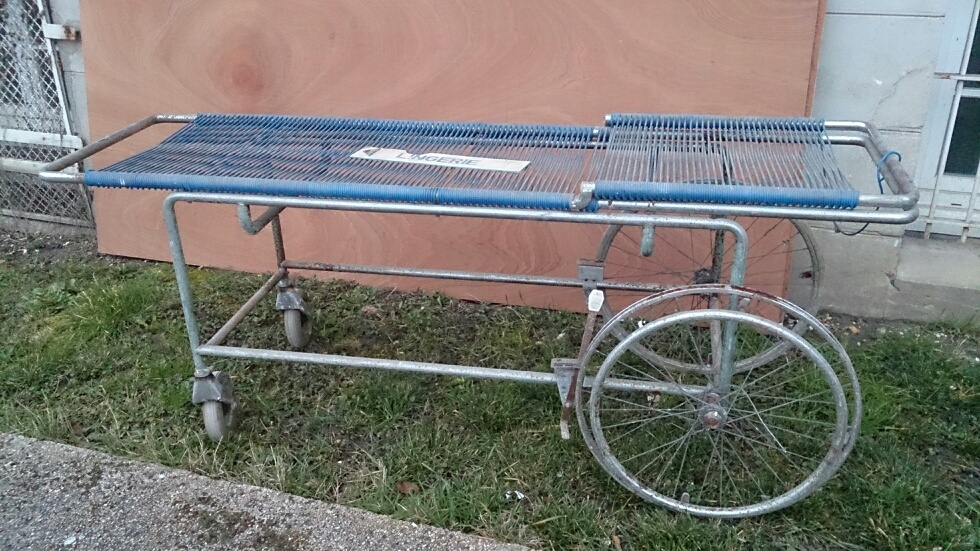
Een ouderwetse rolbrancard

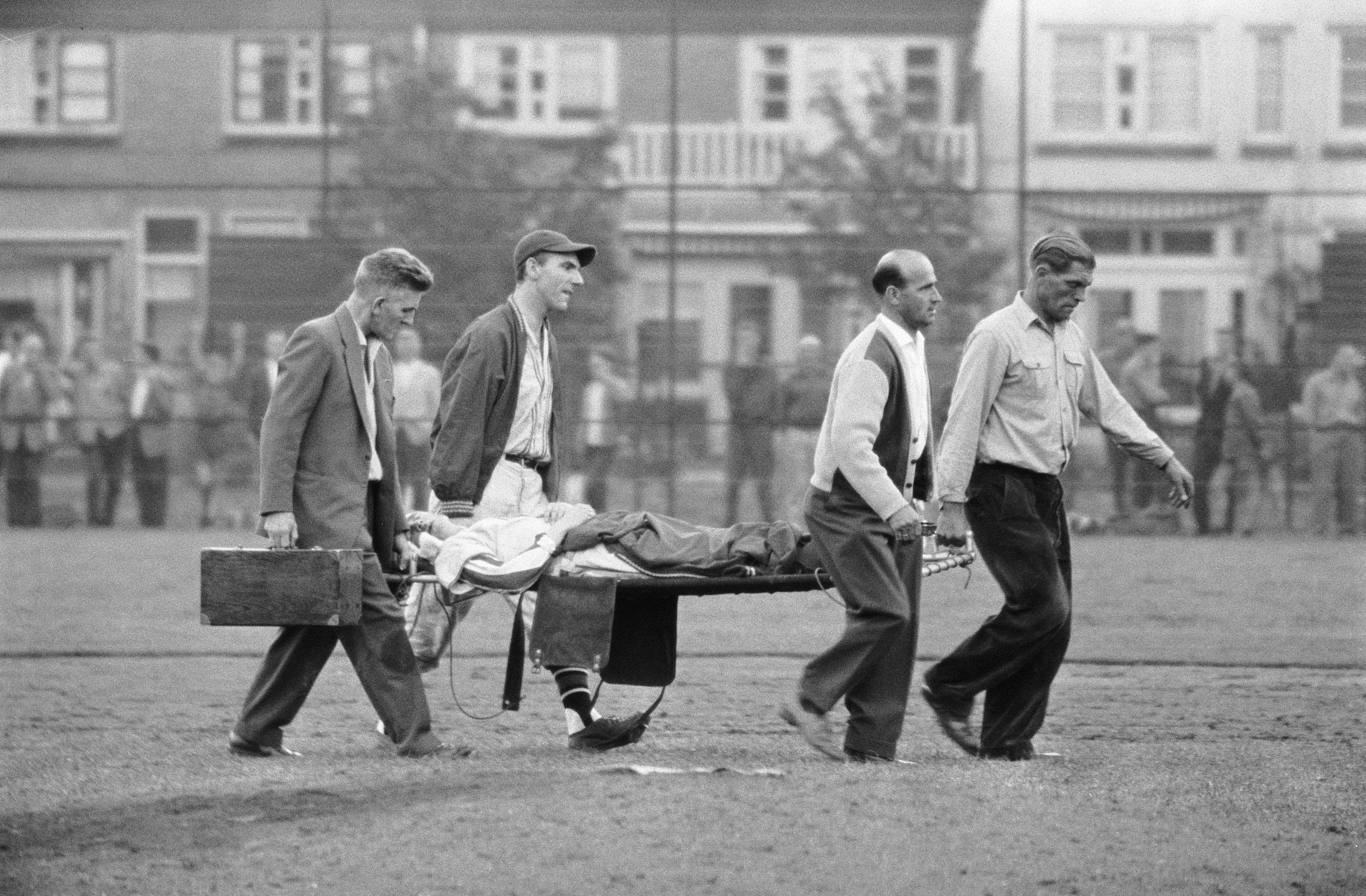
Een sportbrancard, 1960

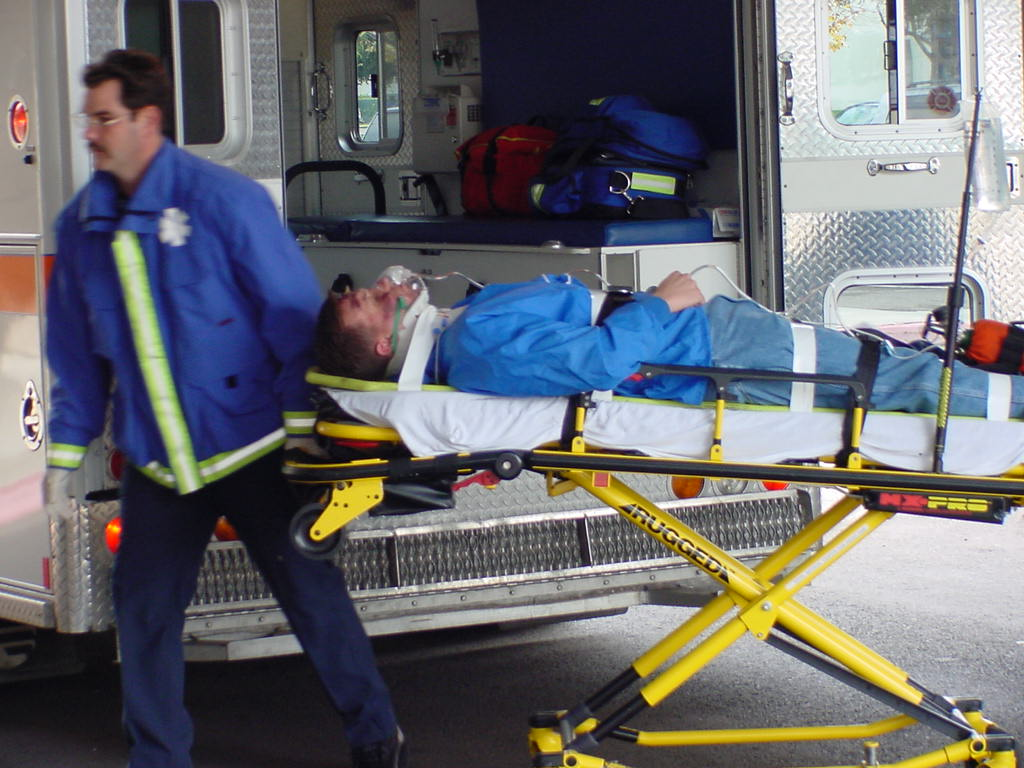
Een moderne brancard speciaal voor ambulances

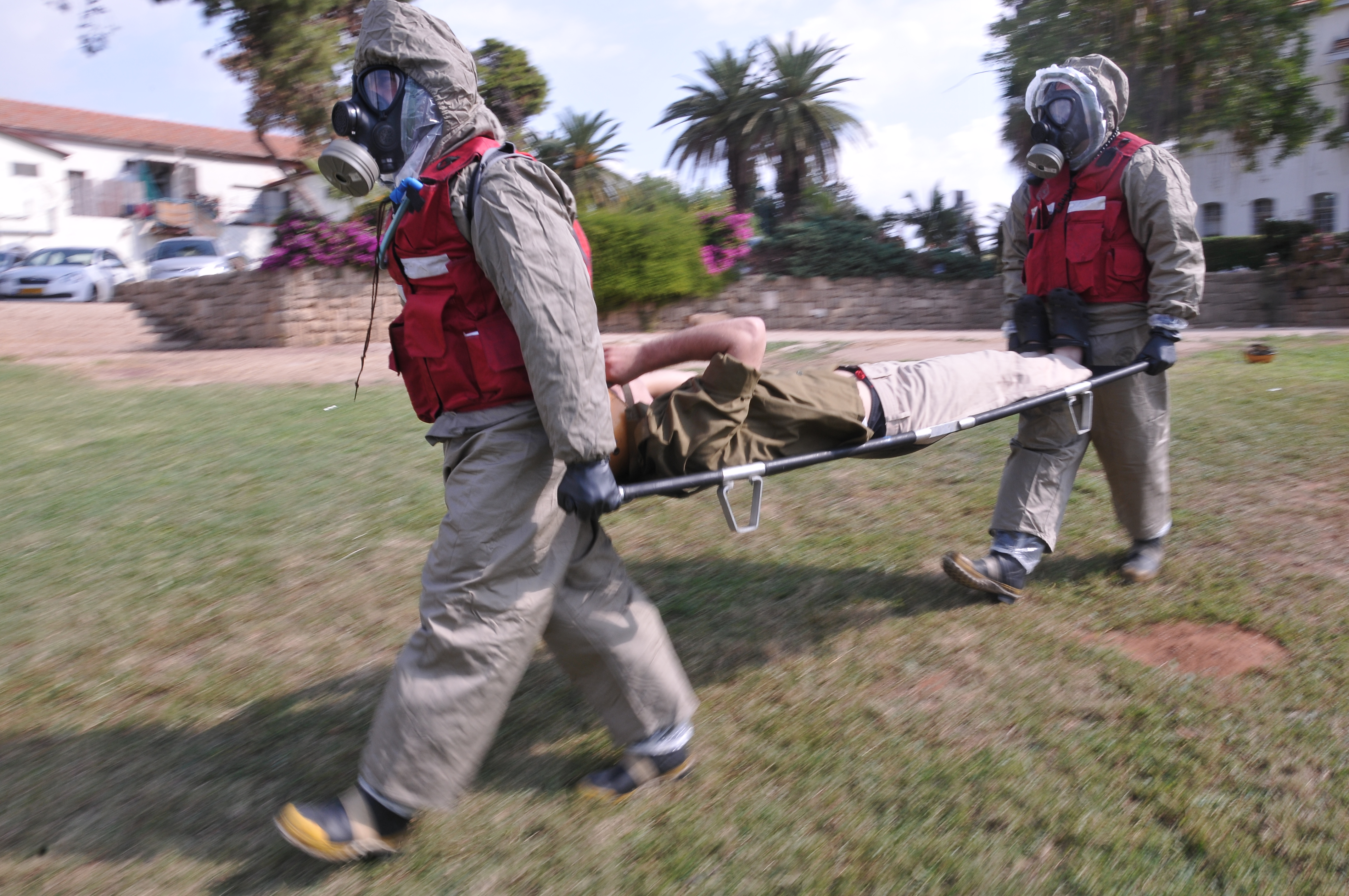
Een legerbrancard in Israël

Een brancard (draagbed, letterlijk: "draagbaar") is een draagtoestel om personen die ziek of gewond zijn te verplaatsen. Brancards zijn aanwezig in ziekenhuizen, ambulances en bij sportclubs. Ook reddingsdiensten maken vaak gebruik van een brancard.

## Brancarderen
Een brancard wordt normaal gedragen door vier personen, waarvan twee bij het hoofd en twee bij de voeten de brancard optillen. Brancarderen gebeurt bij voorkeur met de voeten vooraan, zodat het slachtoffer ziet waarheen het gaat. Als men over een helling moet vervoeren, gebeurt dit met zes hulpverleners. In rampomstandigheden of voor korte afstanden wordt uitzonderlijk gebrancardeerd door twee personen.

## Soorten brancards
Ambulances hebben een ziekenwagenbrancard met wielen eronder en een mechanisme om de brancard zonder tillen in en uit de ambulance te rijden. 
Een ander soort brancard is de schepbrancard, daarmee wordt een slachtoffer met mogelijk wervelletsel overgebracht naar een vacuümmatras, waarin het volledig geïmmobiliseerd ligt. Ook een wervelplank wordt in deze situaties gebruikt.
De korfbrancard wordt vaak gebruikt bij voetbalwedstrijden, vooral in België door het Rode Kruis. Hiermee kan men een slachtoffer op zeer voorzichtige manier van tribunes of van het veld brancarderen. Ook wordt deze brancard op skipistes gebruikt om gewonde skiërs op te halen, zodat ze met een helikopter naar het ziekenhuis kunnen worden gebracht.
Er zijn ook brancards voor andere doeleinden, bijvoorbeeld om mensen die een lichamelijke beperking hebben te kunnen laten douchen.

## Afbeeldingen

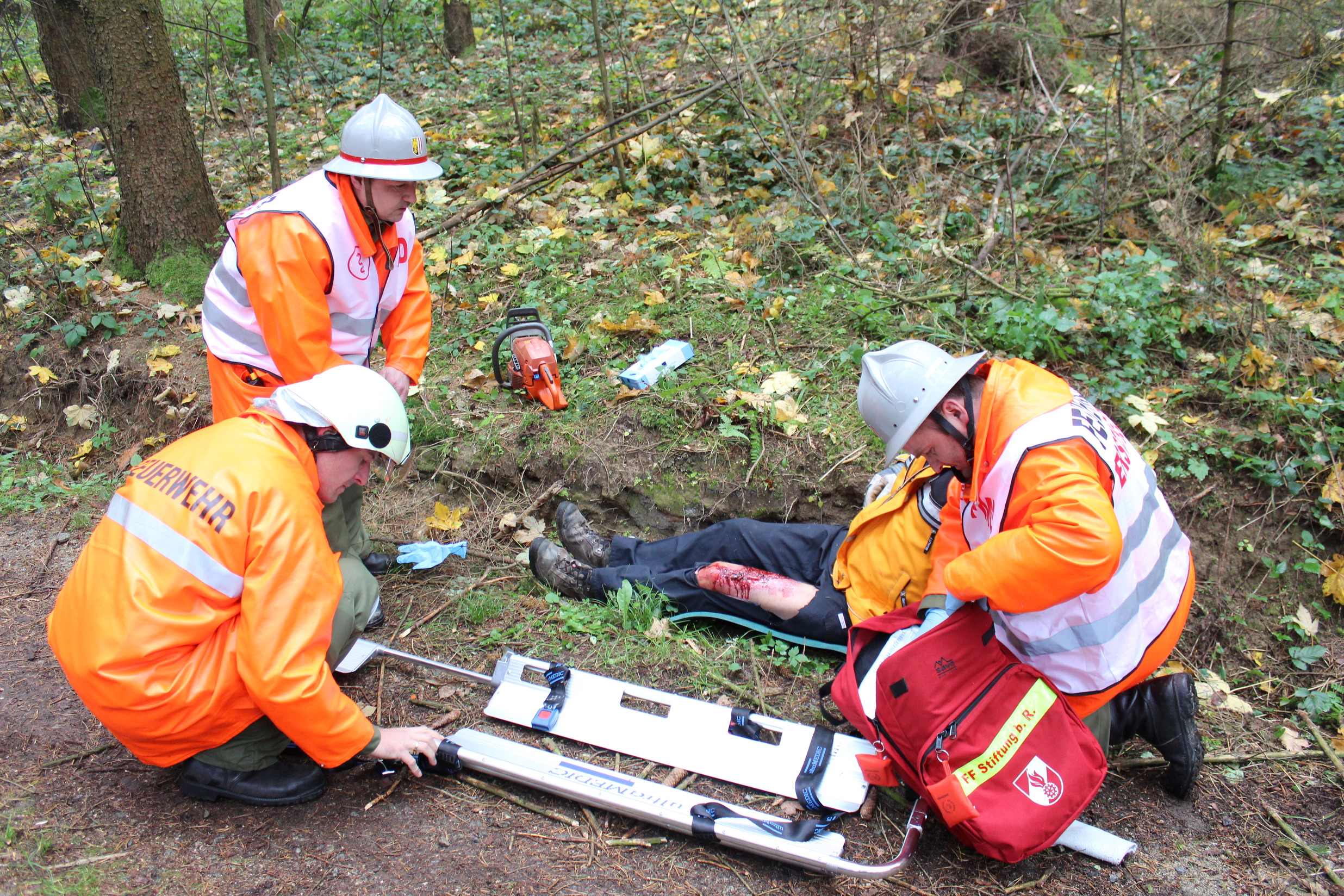
Oefening met een schepbrancard
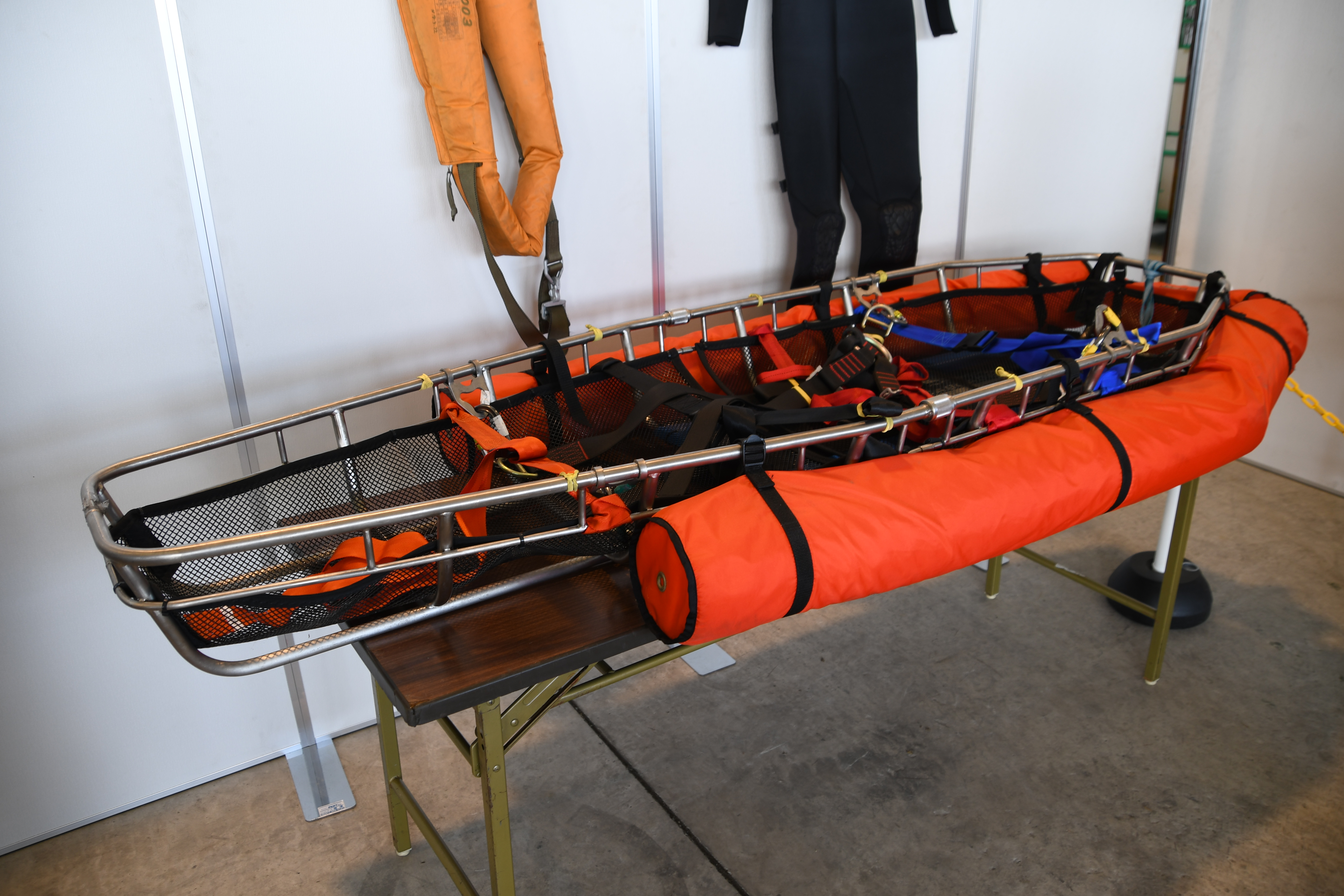
Een korfbrancard